# Égleny
Égleny é uma comuna francesa na região administrativa de Borgonha-Franco-Condado, no departamento de Yonne. Estende-se por uma área de 8,04 km². Em 2010 a comuna tinha 458 habitantes (densidade: 57 hab./km²).